# FIA Hall of Fame
La FIA Hall of Fame è un museo a carattere permanente con sede a Parigi, realizzato dalla Federazione Internazionale dell'Automobile nel 2017 per celebrare personalità che abbiano contribuito alla storia dell'automobilismo.

## Membri
Persone introdotte nella FIA Hall of Fame elencate in ordine alfabetico.

### A-F
| Nome               | Attività             | Anno | Motivazione                                                                            |
| ------------------ | -------------------- | ---- | -------------------------------------------------------------------------------------- |
| Fernando Alonso    | Pilota               | 2017 | Campione mondiale di Formula 1 (2005 e 2006) e Campione mondiale endurance (2018-2019) |
| Mario Andretti     | Pilota               | 2017 | Campione mondiale di Formula 1 (1978)                                                  |
| Alberto Ascari     | Pilota               | 2017 | Campione mondiale di Formula 1 (1952 e 1953)                                           |
| Didier Auriol      | Pilota               | 2018 | Campione mondiale rally (1994)                                                         |
| Mauro Baldi        | Pilota               | 2019 | Campione mondiale endurance (1990)                                                     |
| Earl Bamber        | Pilota               | 2019 | Campione mondiale endurance (2017)                                                     |
| Derek Bell         | Pilota               | 2019 | Campione mondiale endurance (1986 e 1987)                                              |
| Stefan Bellof      | Pilota               | 2019 | Campione mondiale endurance (1984)                                                     |
| Timo Bernhard      | Pilota               | 2019 | Campione mondiale endurance (2015 e 2017)                                              |
| Miki Biasion       | Pilota               | 2018 | Campione mondiale rally (1988 e 1989)                                                  |
| Stig Blomqvist     | Pilota               | 2018 | Campione mondiale rally (1984)                                                         |
| Raul Boesel        | Pilota               | 2019 | Campione mondiale endurance (1987)                                                     |
| Jack Brabham       | Pilota e costruttore | 2017 | Campione mondiale di Formula 1 (1959, 1960 e 1966)                                     |
| Martin Brundle     | Pilota               | 2019 | Campione mondiale endurance (1988)                                                     |
| Sébastien Buemi    | Pilota               | 2019 | Campione mondiale endurance (2014, 2018-2019 e 2022)                                   |
| Richard Burns      | Pilota               | 2018 | Campione mondiale rally (2001)                                                         |
| Jenson Button      | Pilota               | 2017 | Campione mondiale di Formula 1 (2009)                                                  |
| Jim Clark          | Pilota               | 2017 | Campione mondiale di Formula 1 (1963 e 1965)                                           |
| Yannick Dalmas     | Pilota               | 2019 | Campione mondiale endurance (1992)                                                     |
| Anthony Davidson   | Pilota               | 2019 | Campione mondiale endurance (2014)                                                     |
| Romain Dumas       | Pilota               | 2019 | Campione mondiale endurance (2016)                                                     |
| Loïc Duval         | Pilota               | 2019 | Campione mondiale endurance (2013)                                                     |
| Teo Fabi           | Pilota               | 2019 | Campione mondiale endurance (1991)                                                     |
| Juan Manuel Fangio | Pilota               | 2017 | Campione mondiale di Formula 1 (1951, 1954, 1955, 1956 e 1957)                         |
| Nino Farina        | Pilota               | 2017 | Campione mondiale di Formula 1 (1950)                                                  |
| Marcel Fässler     | Pilota               | 2019 | Campione mondiale endurance (2012)                                                     |
| Emerson Fittipaldi | Pilota               | 2017 | Campione mondiale di Formula 1 (1972 e 1974)                                           |

### G-O
| Nome            | Attività             | Anno | Motivazione                                                                     |
| --------------- | -------------------- | ---- | ------------------------------------------------------------------------------- |
| Bob Garretson   | Pilota               | 2019 | Campione mondiale endurance (1981)                                              |
| Marcus Grönholm | Pilota               | 2018 | Campione mondiale rally (2000 e 2002)                                           |
| Mika Häkkinen   | Pilota               | 2017 | Campione mondiale di Formula 1 (1998 e 1999)                                    |
| Lewis Hamilton  | Pilota               | 2017 | Campione mondiale di Formula 1 (2008, 2014, 2015, 2017, 2018, 2019 e 2020)      |
| Brendon Hartley | Pilota               | 2019 | Campione mondiale endurance (2015, 2017 e 2022)                                 |
| Mike Hawthorn   | Pilota               | 2017 | Campione mondiale di Formula 1 (1958)                                           |
| Phil Hill       | Pilota               | 2017 | Campione mondiale di Formula 1 (1961)                                           |
| Graham Hill     | Pilota e costruttore | 2017 | Campione mondiale di Formula 1 (1962 e 1968)                                    |
| Damon Hill      | Pilota               | 2017 | Campione mondiale di Formula 1 (1996)                                           |
| Denny Hulme     | Pilota               | 2017 | Campione mondiale di Formula 1 (1967)                                           |
| James Hunt      | Pilota               | 2017 | Campione mondiale di Formula 1 (1976)                                           |
| Jacky Ickx      | Pilota               | 2019 | Campione mondiale endurance (1982 e 1983)                                       |
| Neel Jani       | Pilota               | 2019 | Campione mondiale endurance (2016)                                              |
| Alan Jones      | Pilota               | 2017 | Campione mondiale di Formula 1 (1980)                                           |
| Juha Kankkunen  | Pilota               | 2018 | Campione mondiale rally (1986, 1987, 1991 e 1993)                               |
| Tom Kristensen  | Pilota               | 2019 | Campione mondiale endurance (2013)                                              |
| Niki Lauda      | Pilota               | 2017 | Campione mondiale di Formula 1 (1975, 1977 e 1984)                              |
| Marc Lieb       | Pilota               | 2019 | Campione mondiale endurance (2016)                                              |
| Sébastien Loeb  | Pilota               | 2018 | Campione mondiale rally (2004, 2005, 2006, 2007, 2008, 2009, 2010, 2011 e 2012) |
| André Lotterer  | Pilota               | 2019 | Campione mondiale endurance (2012)                                              |
| Tommi Mäkinen   | Pilota               | 2018 | Campione mondiale rally (1996, 1997, 1998 e 1999)                               |
| Nigel Mansell   | Pilota               | 2017 | Campione mondiale di Formula 1 (1992)                                           |
| Allan McNish    | Pilota               | 2019 | Campione mondiale endurance (2013)                                              |
| Colin McRae     | Pilota               | 2018 | Campione mondiale rally (1995)                                                  |
| Hannu Mikkola   | Pilota               | 2018 | Campione mondiale rally (1983)                                                  |
| Kazuki Nakajima | Pilota               | 2019 | Campione mondiale endurance (2018-2019)                                         |
| Sébastien Ogier | Pilota               | 2018 | Campione mondiale rally (2013, 2014, 2015, 2016, 2017, 2018, 2020, e 2021)      |

### P-W
| Nome                 | Attività             | Anno | Motivazione                                                                |
| -------------------- | -------------------- | ---- | -------------------------------------------------------------------------- |
| Nelson Piquet        | Pilota               | 2017 | Campione mondiale di Formula 1 (1981, 1983 e 1987)                         |
| Alain Prost          | Pilota e costruttore | 2017 | Campione mondiale di Formula 1 (1985, 1986, 1989 e 1993)                   |
| Kimi Räikkönen       | Pilota               | 2017 | Campione mondiale di Formula 1 (2007)                                      |
| Jochen Rindt         | Pilota               | 2017 | Campione mondiale di Formula 1 (1970)                                      |
| Walter Röhrl         | Pilota               | 2018 | Campione mondiale rally (1980 e 1982)                                      |
| Nico Rosberg         | Pilota               | 2017 | Campione mondiale di Formula 1 (2016)                                      |
| Keke Rosberg         | Pilota               | 2017 | Campione mondiale di Formula 1 (1982)                                      |
| Carlos Sainz         | Pilota               | 2018 | Campione mondiale rally (1990 e 1992)                                      |
| Timo Salonen         | Pilota               | 2018 | Campione mondiale rally (1985)                                             |
| Jody Scheckter       | Pilota               | 2017 | Campione mondiale di Formula 1 (1979)                                      |
| Jean-Louis Schlesser | Pilota               | 2019 | Campione mondiale endurance (1989 e 1990)                                  |
| Michael Schumacher   | Pilota               | 2017 | Campione mondiale di Formula 1 (1994, 1995, 2000, 2001, 2002, 2003 e 2004) |
| Ayrton Senna         | Pilota               | 2017 | Campione mondiale di Formula 1 (1988, 1990 e 1991)                         |
| Petter Solberg       | Pilota               | 2018 | Campione mondiale rally (2003)                                             |
| Jackie Stewart       | Pilota e costruttore | 2017 | Campione mondiale di Formula 1 (1969, 1971 e 1973)                         |
| Hans-Joachim Stuck   | Pilota               | 2019 | Campione mondiale endurance (1985)                                         |
| John Surtees         | Pilota e costruttore | 2017 | Campione mondiale di Formula 1 (1964)                                      |
| Benoît Tréluyer      | Pilota               | 2019 | Campione mondiale endurance (2012)                                         |
| Ari Vatanen          | Pilota               | 2018 | Campione mondiale rally (1981)                                             |
| Sebastian Vettel     | Pilota               | 2017 | Campione mondiale di Formula 1 (2010, 2011, 2012 e 2013)                   |
| Jacques Villeneuve   | Pilota               | 2017 | Campione mondiale di Formula 1 (1997)                                      |
| Björn Waldegård      | Pilota               | 2018 | Campione mondiale rally (1979)                                             |
| Derek Warwick        | Pilota               | 2019 | Campione mondiale endurance (1992)                                         |
| Mark Webber          | Pilota               | 2019 | Campione mondiale endurance (2015)                                         |